# Bessens (Frankrijk)
Bessens is een gemeente in het Franse departement Tarn-et-Garonne (regio Occitanie) en telt 940 inwoners (2005). De plaats maakt deel uit van het arrondissement Montauban.

## Geografie
De oppervlakte van Bessens bedraagt 9,3 km², de bevolkingsdichtheid is 101,1 inwoners per km².
De onderstaande kaart toont de ligging van Bessens (Frankrijk) met de belangrijkste infrastructuur en aangrenzende gemeenten.

## Demografie
Onderstaande figuur toont het verloop van het inwonertal (bron: INSEE-tellingen).